# Natalia LL
Natalia LL, właśc. Natalia Lach-Lachowicz (ur. 18 kwietnia 1937 w Zabłociu koło Żywca, zm. 12 sierpnia 2022) – polska artystka intermedialna, konceptualistka.
W swojej twórczości zajmowała się grafiką i malarstwem, a od lat 70. także performancem, filmem eksperymentalnym, wideo, instalacją, fotografią i rzeźbą. Jej prace mieszczą się w nurtach konceptualizmu, body-artu, foto-artu.
W maju 2007 została odznaczona Srebrnym Medalem „Zasłużony Kulturze Gloria Artis”, a w styczniu 2013 roku otrzymała Nagrodę im. Katarzyny Kobro. W 2018 roku uhonorowana została Rosa Schapire Art Prize.

## Działalność artystyczna
W latach 1957–1963 studiowała w Państwowej Wyższej Szkole Sztuk Plastycznych (obecnie ASP) we Wrocławiu. Od 1964 członkini ZPAF. W grudniu 1970 razem ze Zbigniewem Dłubakiem, Andrzejem Lachowiczem i Antonim Dzieduszyckim, Natalia LL założyła galerię i grupę Permafo, która funkcjonowała do 1981. Permafo była jednym z najważniejszych ogniw artystycznego fotomedializmu. Od 1975 związana z międzynarodowym ruchem sztuki feministycznej. W 1976 jej praca Sztuka konsumpcyjna znalazła się na okładce międzynarodowego pisma „Flash art”. W 1977 została stypendystką Fundacji Kościuszkowskiej w Nowym Jorku. W latach 1978–1995 pełniła funkcję komisarza, a następnie była wiceprzewodniczącą Międzynarodowego Triennale Rysunku we Wrocławiu. W 1991 otrzymała stypendium Verein Kulturkontakte w Wiedniu, a w 1994 została stypendystką Pro-Helvetia.
Realizacje Natalii LL wynikają z eksperymentów sztuki konceptualnej. Artystka jest jedną z pierwszych polskich przedstawicielek sztuki pojęciowej, a w jej dziełach można zaobserwować postawę analityczną. Już na początku lat 70. w jej twórczości widoczne są oznaki procesu odchodzenia konceptualizmu od problemów medialnych na rzecz odpowiedniego doboru języka kreacji w celu uwypuklenia idei. W ramach postkonceptualnej praktyki sięgała po ikonografię zaczerpniętą z obszaru kultury popularnej, mass mediów i pornografii. Wielokrotnie praktyka artystyczna Natalii LL dotykała problematyki tożsamości artystki i kobiety.
Pod koniec lat 60., m.in. pod wpływem lektury pism markiza de Sade’a i Georges’a Bataille’a, prowadziła poszukiwania w dziedzinie fotografii erotycznej (m.in. Sfera intymna, 1969; Aksamitny terror, 1970; Fotografia intymna, 1971). Równie często sięgała po język kultury popularnej i prowokowała, podważając niegdysiejsze i teraźniejsze moralne status quo. W 1972 artystka rozpoczęła serię realizacji fotograficznych i filmowych funkcjonujących pod tytułem Sztuka konsumpcyjna, w których dokonała przemiany znaczeń czynności konsumpcji. Ten wątek został poszerzony o cykl Sztuka postkonsumpcyjna (1975). Eksperymenty ukazujące fotograficzną reprezentację obrazów niemożliwych w realnym świecie zaowocowały cyklem Sztuczna fotografia (1975). W niezwykle twórczym okresie lat 70. powstały ponadto cykle: Sztuka zwierzęca (1977), Śnienie (1978) i Punkty podparcia (1978). Wówczas też artystka zrealizowała filmy Rejestracja permanentna czasu (1970) i Impresje (1973). Uczestniczka Sympozjum Plastycznego Wrocław ’70, we współpracy ze Zbigniewem Dłubakiem i Andrzejem Lachowiczem.
Na kolejną dekadę lat 80., czasy po wprowadzeniu stanu wojennego w Polsce i okresu przewartościowań etycznych również na gruncie sztuki, przypada najbardziej ekspresyjny okres twórczości Natalii LL. Artystka poruszała wątki filozoficzne, magiczne i religijne, dokonywała dekonstrukcji własnej fizyczności (m.in. Trwoga paniczna, 1987, Trójkąt magiczny, 1987, Głowa mistyczna, 1987). W latach 90. kontynuowała problematykę substancjalności zła i wątki autorefleksyjne (Forma platońska, 1990, Sfera paniczna, 1991). W tym czasie nakręciła fabularyzowane filmy artystyczne z wykorzystaniem muzyki Ryszarda Wagnera, które odwoływały się do literackich mitologii (Żarłoczne koty, 1994, Marzenia Brunhildy, 1994). W ostatnich latach Natalia LL kontynuowała rozbudowane cykle fotograficzne (m.in. Erotyzm trwogi, 2004), w których dominuje oniryczny, niepokojący nastrój. Sięgała również po strategię autocytatu, nadając nowe znaczenia motywom znanym z wcześniejszej twórczości (Miękkość dotyku, 1977/2007; Poczwórna puszystość, 1978/2007).
Wielowątkowa twórczość Natalii LL poddawana była licznym analizom krytycznym. O działalności artystki pisali m.in. Urszula Czartoryska, Antoni Dzieduszycki, Agata Jakubowska, Bożena Kowalska, Piotr Krakowski, Agnieszka Kwiecień, Anna Markowska, Agnieszka Rayzacher, Adam Sobota, Wiesława Wierzchowska i Mateusz Kozieradzki.

## Archiwum Natalii LL
Od stycznia 2019 roku przy Fundacji ZW w Toruniu działa Archiwum Natalii LL. Miejsce to gromadzi i przechowuje materiały związane z twórczością artystki, jak również szeroko rozumianą powojenną sztuką europejską. Zbiór składający się z kilku tysięcy numerów inwentarzowych jest wciąż powiększany. Archiwum tworzą: prace artystki, katalogi, rękopisy, druki, negatywy, fotografie, książki i wiele innych.
Fundacja wspiera badania dotyczące artystki, zapewnia opiekę konserwatorską nad zbiorami oraz wydaje publikacje. Zbiory udostępniane są w siedzibie Fundacji ZW oraz na wystawach czasowych. Po śmierci w 2022 roku Fundacja stała się instytucją zarządzającą prawami do sztuki artystki.

## Kontrowersje
27 kwietnia 2019 roku z ekspozycji w Galerii Sztuki XX i XXI wieku Muzeum Narodowego w Warszawie usunięto instalację wideo z cyklu Sztuka konsumpcyjna autorstwa Natalii LL. Jak poinformował dyrektor Muzeum Jerzy Miziołek usunięcia instalacji domagało się Ministerstwo Kultury. Były zastępca dyrektora Muzeum Narodowego w Warszawie i autor wystawy w Galerii Sztuki XX i XXI w. Piotr Rypson usunięcie instalacji określił jako ordynarny akt cenzury. Po protestach społecznych instalacja wróciła na ekspozycję.

## Śmierć i pogrzeb
Zmarła 12 sierpnia 2022 we Wrocławiu, gdzie mieszkała od czasu studiów. 19 sierpnia została pochowana w Polu Osób Zasłużonych na wrocławskim  Cmentarzu Osobowickim.

## Wybrane prezentacje indywidualne
- 1967 – Portret, Galeria MPiK, Wrocław
- 1968 – Fotoausstellung im Ilfot Dresden, Drezno
- 1969 – Face Geography, Mücsarnok Museum, Budapeszt
- 1971 – Fotografia intymna, Galeria Permafo, Wrocław
- 1971 – Mutanty (wraz ze Z. Dłubakiem i A. Lachowiczem), Galeria Pod Moną Lizą, Wrocław
- 1971 – Mutanty-Relop (wraz ze Z. Dłubakiem i A. Lachowiczem), Galeria Współczesna, Warszawa
- 1972 – Słowo, Galeria Permafo, Wrocław
- 1973 – Sztuka konsumpcyjna, Galeria Permafo, Wrocław
- 1973 – Problemy (wraz z A. Lachowiczem), Galeria Arkady, Kraków
- 1973 – Remont (wraz ze Z. Dłubakiem i A. Lachowiczem), Galeria Remont, Warszawa
- 1974 – Strefa intymna, Galeria Paramedia, Berlin
- 1974 – Gruppo PERMAFO (wraz ze Z. Dłubakiem i A. Lachowiczem), Universitario Platenese, Buenos Aires
- 1974 – Sztuka konsumpcyjna, Festiwal Muzyki Współczesnej, Wrocław
- 1975 – Sztuka konsumpcyjna i performance Natalia, Art Centre, Belgrad
- 1975 – Sztuka konsumpcyjna, Galeria Współczesna, Warszawa
- 1975 – Natalia, Galeria Studio, Turyn
- 1976 – Art del post-consumismo (wraz z M. Abramović i G. Pane), Galleria Diagramma, Mediolan
- 1976 – Przestrzeń, Galeria Fotografii, Wrocław
- 1976 – (wraz z M. Abramović i G. Pane), Galleria Arte Verso, Genua
- 1976 – Altra Misura (wraz z A. Messager, S. Santoro, S. Oursler), Galleria del Falconiere, Falconara Albanese
- 1977 – (wraz z A. Lachowiczem), BWA, Wrocław
- 1977 – Artificial Photography, Galeria Milchstrasse, Freiburg
- 1977 – Zdania kategoryczne z obszaru sztuki post-konsumpcyjnej, Galeria Labirynt, Lublin
- 1978 – Arte del post-consumismo, Galeria 16/e, Turyn
- 1978 – (wraz z A. Lachowiczem), Galeria Studio, Warszawa
- 1978 – Śnienie, Muzeum Architektury, Wrocław
- 1978 – Punkty podparcia, Czorsztyn
- 1991 – Muzeum Narodowe, Wrocław
- 1998 – CSW Zamek Ujazdowski, Warszawa
- 2004 – Podsumowania, Galeria Bielska BWA, Bielsko-Biała
- 2012 – Opus Magnum, Ernst Muzeum, Budapeszt
- 2015 – Secretum et tremor, CSW Zamek Ujazdowski, Warszawa
- 2016 – Słowo, Signum Foundation Gallery, Łódź
- 2017 – Sum ergo sum. Retrospektywa, CSW Znaki Czasu, Toruń
- 2021 – Natalia LL. The Mysterious World, Francisco Carolinum, Linz

## Wybrane prezentacje zbiorowe
- Edinburgh International Festival, Gallery Demarco, 1972
- IX Biennale de Paris, Paris, 1975
- Frauen Kunst – Neue Tendenze, Innsbruck, Galerie Krinzinger, 1975
- Frauen machen Kunst, Galerie Magers, Bonn, 1975
- Photographie als Kunst – Kunst als Photographie 1949–1979, Museum des 20. Jahrhunderts Vienna and Linz, Graz, Innsbruck, 1979
- XV Biennale Internationale Arte San Paulo, 1979
- Polish Photography 1939–1979, International Center of Photography, New York; Museum of Contemporary Art, Chicago; Whitechapel Art Gallery, London, 1979
- Feministische Kunst, De Appel Gallery, Amsterdam, 1979
- Typische Frau, Kunstverein Bonn und Galerie Magers, 1981
- La Photographie Polonaise, Centre Georges Pompidou, Paris, 1982
- Erotik in der Kunst, Kunstverein München, 1982
- 150 Years of photography, National Museum Wroclaw, 1989
- Kunst-Europa, Kunstverein Bonn, 1991
- Polish Women-artists, National Museum, Warszawa, 1991
- Collection-Documentation-Actuality, Musée d’Art Contemporain, Lyons, 1992
- Europa-Europa, Kunst- und Ausstellungshalle Bonn, 1994
- 1995 – Mit Haut und Haar (Natalia LL, Marina Abramović, Valie Export, Friederike Pezold), Forum Schloss Platz, Aarau/Schweiz
- Arteast Collection, Moderna Galerija Ljubljana, 2006
- 1,2,3… Avant-Gardes, Centre for Contemporary Art Ujazdowski Castle, Warszawa, 2007
- Ludwig Goes Pop + The East Side Story, Ludwig Múzeum, Budapest, 2015
- Od sztucznej rzeczywistości do selfie. Autoportret w polskiej sztuce współczesnej, BWA Wrocław, 2017
- Die Nahe. Der Garden Linie. Performativitat der Avantgrde, Polski Instytut w Berlinie, 2017
- Exercised in Freedom. Polnische Konzeptkunst 1968-1981, Drezno, 2018.
- Multiple Realities: Experimental Art in the Eastern Bloc, 1960s–1980s, Walker Art Center, Minneapolis, 2024.

## Publikacje książkowe
- Teksty, 2004, Wydawca – Bielsko-Biała: Galeria Bielska BWA ; Wrocław: BWA Wrocław – Galerie Sztuki Współczesnej, ISBN 83-87984-27-2[10].
- Sny i śnienia, 2005, Wydawca – Bielsko-Biała: Galeria Bielska BWA ; Wrocław: BWA Wrocław Galerie Sztuki Współczesnej, ISBN 83-87984-32-9[10].
- Natalia LL. Życie, sztuka i idea, 2021, Wydawca – Fundacja ZW, Toruń, ISBN 978-83-953429-3-6.

## Kolekcje
Muzeum Narodowe we Wrocławiu, Muzeum Narodowe w Warszawie, Muzeum Sztuki w Łodzi, Muzeum Śląskie w Katowicach, Fundacja ZW w Toruniu, Muzeum Warmii i Mazur w Olsztynie, Centrum Sztuki Współczesnej Znaki Czasu w Toruniu, Frauen Museum w Bonn, Ludwig Museum w Kolonii, Centrum Rzeźby Polskiej w Orońsku, Muzeum Sztuki Nowoczesnej w Warszawie, Muzeum Historii Fotografii w Krakowie, Kolekcja Joanny i Krzysztofa Madelskich, Centre Pompidou w Paryżu i wiele innych.

## Galeria zdjęć

Zbigniew Dłubak, Natalia Lach-Lachowicz, Andrzej Lachowicz, Kompendium (przód), 1970 (w ramach Sympozjum Plastycznego Wrocław ’70), kolekcja MWW
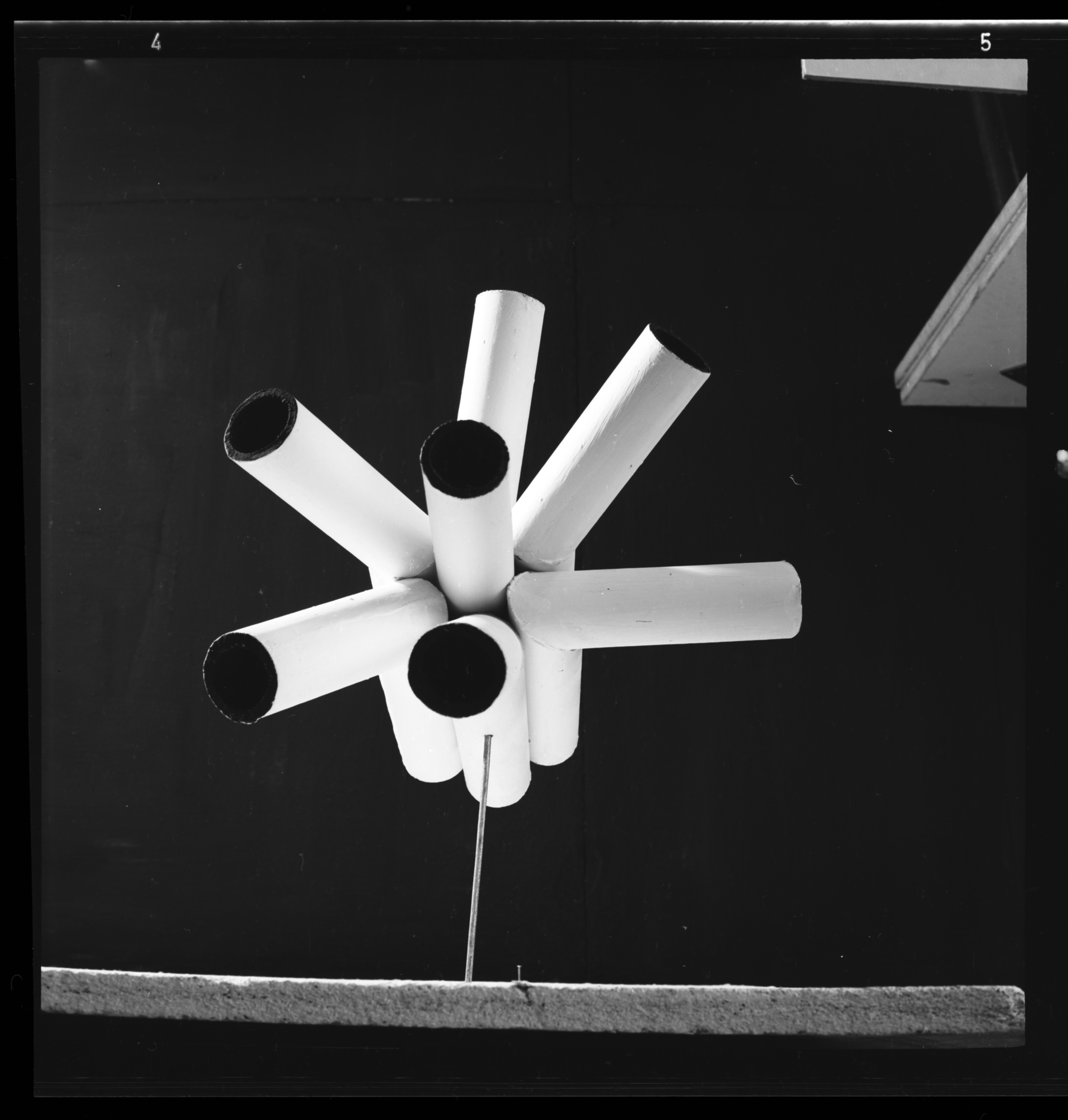
Zbigniew Dłubak, Natalia Lach-Lachowicz, Andrzej Lachowicz, Kompendium (tył), 1970 (w ramach Sympozjum Plastycznego Wrocław ’70), kolekcja MWW
Zbigniew Dłubak, Natalia Lach-Lachowicz, Andrzej Lachowicz, zespół form przestrzennych, 1970 (w ramach Sympozjum Plastycznego Wrocław ’70), kolekcja MWW
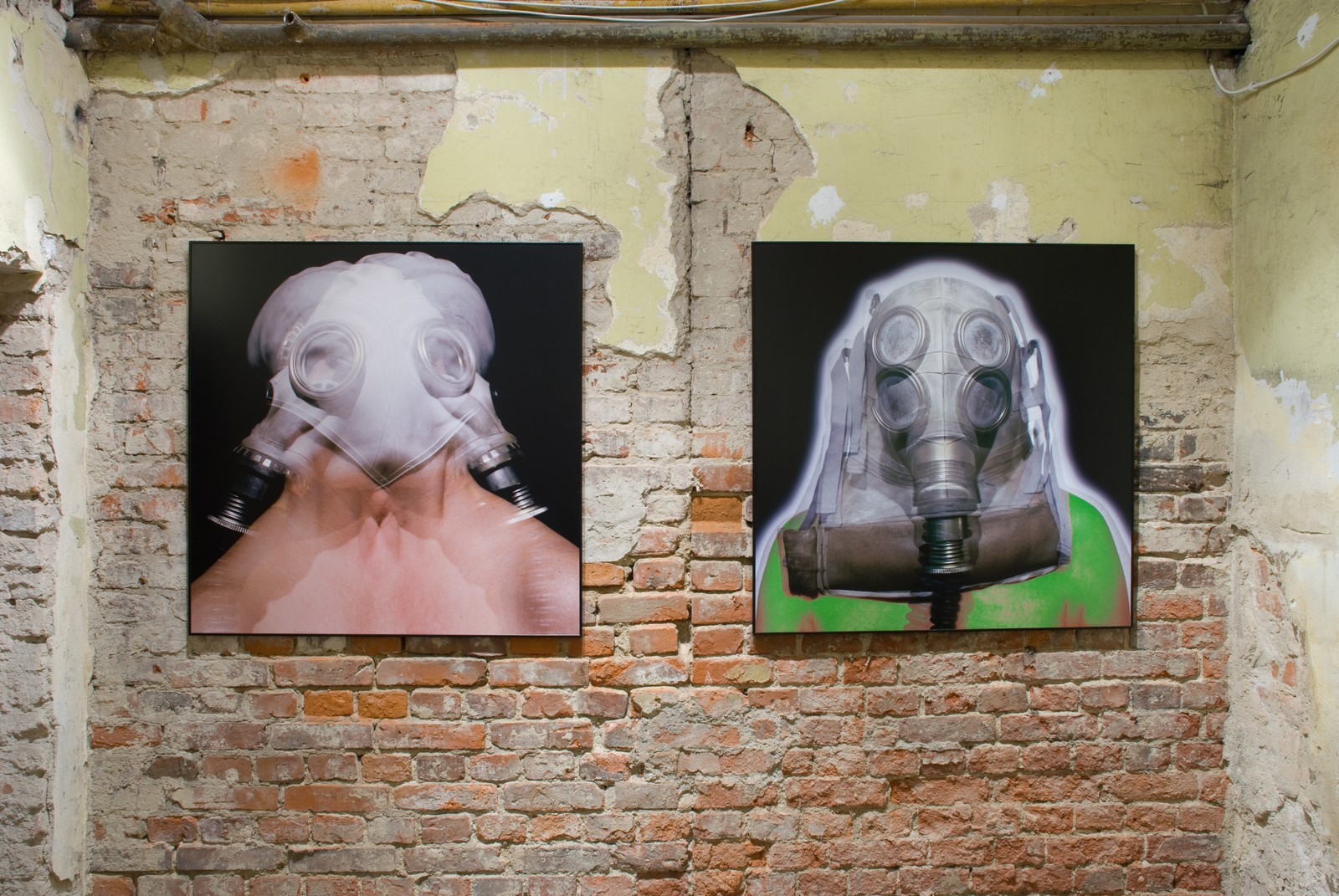
Natalia LL, z cyklu: Ptaki wolności: Głowa podwójna, 2002; fot. Zofia Waligóra.